# Osona
Osona é uma comarca da comunidade autónoma da Catalunha, Espanha. Abarca uma superfície de 1 260 quilômetros quadrados e tem 147.138 habitantes.

## Subdivisões
A comarca do Osona subdivide-se nos seguintes municípios:
- Alpens
- Balenyà
- El Brull
- Calldetenes
- Centelles
- Espinelves
- L'Esquirol
- Folgueroles
- Gurb
- Lluçà
- Malla
- Manlleu
- Les Masies de Roda
- Les Masies de Voltregà
- Montesquiu
- Muntanyola
- Olost
- Orís
- Oristà
- Perafita
- Prats de Lluçanès
- Roda de Ter
- Rupit i Pruit
- Sant Agustí de Lluçanès
- Sant Bartomeu del Grau
- Sant Boi de Lluçanès
- Sant Hipòlit de Voltregà
- Sant Julià de Vilatorta
- Sant Martí d'Albars
- Sant Martí de Centelles
- Sant Pere de Torelló
- Sant Quirze de Besora
- Sant Sadurní d'Osormort
- Sant Vicenç de Torelló
- Santa Cecília de Voltregà
- Santa Eugènia de Berga
- Santa Eulàlia de Riuprimer
- Santa Maria de Besora
- Seva
- Sobremunt
- Sora
- Taradell
- Tavèrnoles
- Tavertet
- Tona
- Torelló
- Vic
- Vidrà
- Viladrau
- Vilanova de Sau